# Weekend Sex
Weekend Sex var et dansk pornografisk magasin stiftet af Leo Madsen (søn af sagfører Carl Madsen), udkom 1967-2000..